# Piet Beekman
Petrus Johannes (Piet) Beekman (Wageningen, 8 juli 1935 – Kesteren, 16 mei 2006) was een Nederlands voetballer die uitkwam voor Vitesse en HVC.

## Carrière

### Beginjaren
Beekman begon met voetballen bij VV Oost-Arnhemse Boys (VV O.A.B.) in Oost-Arnhem en vroeg als veertienjarige in januari 1950 overschrijving aan naar de grotere club Vitesse in Arnhem. Beekman speelde enkele jaren bij de junioren van Vitesse en maakte op 9 november 1952 als zeventienjarige zijn debuut in het eerste elftal in de met 1–2 gewonnen uitwedstrijd tegen Go Ahead.

### Profvoetbal
Beekman was in het seizoen 1953/54 nog wisselspeler bij Vitesse, hij kwam tot zeven optredens. Vitesse was een jaar eerder kampioen geworden en het elftal bleef vrijwel intact. Dat veranderde medio 1954 toen het naburige De Graafschap werd opgericht. De club uit Doetinchem kwam uit in de ‘wilde’ profcompetitie van de NBVB en trok zeven spelers van Vitesse aan. Het gevolg was dat jongere spelers als Beekman, Arend Loos en Toon Huiberts een vaste plek kregen in het eerste elftal. Na de fusie tussen de voetbalbonden NBVB en KNVB ging op 27 november 1954 een geheel nieuwe competitie van start ging. Vitesse ging over naar het betaald voetbal. Beekman werd stopperspil en later aanvoerder. Hij kwam ook uit voor het Oostelijk elftal.

### Bijna promotie
Vitesse was in het seizoen 1959/60 dicht bij promotie naar de Eredivisie. De Arnhemse club eindigde als tweede in de Eerste divisie A en speelde met DFC, NOAD en VSV  nacompetitie voor promotie. Vitesse werd tweede achter winnaar NOAD dat naar de hoogste klasse ging.
In oktober 1960 werd Beekman samen met ploeggenoot Toon Huiberts gehuldigd voor de 200e wedstrijd voor Vitesse.
Vitesse zakte daarna af en moest in 1962, na een reorganisatie waarbij de Eerste divisie werd ingekrompen, naar de Tweede divisie. Hij speelde met Vitesse nog een seizoen op het laagste profniveau en vertrok medio 1963 naar HVC.
Na een seizoen bij HVC beëindigde hij op 29-jarige leeftijd zijn profcarrière.

### Jeugdinternational
Hij werd in het voorjaar van 1953 geselecteerd voor het Nederlands jeugdelftal 16–18 jaar dat deelnam aan het Europees kampioenschap (FIFA Jeugdtoernooi) dat in België werd gehouden. Beekman speelde in de vier wedstrijden van het Nederlandse jeugdteam mee. Hij stond samen met Hans Kraay sr. als verdediger opgesteld. Nederland begon op 31 maart met een 0-1 nederlaag tegen Ierland. Na de 2-1 zege op Zwitserland ging het Nederlandse team met 0-3 onderuit tegen Frankrijk. Het slotduel tegen Argentinië, dit land was extra aan het EK toegevoegd, ging met 1-3 verloren. Het was zijn laatste internationale wedstrijd. In 1955 nam hij nog deel aan bondstrainingen maar hij kreeg geen oproep voor het Nederlands elftal.

## Clubstatistieken
| Seizoen | Club    | Land      | Competitie                   | Competitie | Competitie | Beker | Beker | Internationaal | Internationaal | Overig | Overig | Totaal | Totaal |
| Seizoen | Club    | Land      | Competitie                   | Wed.       | Dlp.       | Wed.  | Dlp.  | Wed.           | Dlp.           | Wed.   | Dlp.   | Wed.   | Dlp    |
| ------- | ------- | --------- | ---------------------------- | ---------- | ---------- | ----- | ----- | -------------- | -------------- | ------ | ------ | ------ | ------ |
| 1952/53 | Vitesse | Nederland | Eerste klasse B              | 2          | 0          | –     | 0     | 0              | 0              | 0      | 0      | 2      | 0      |
| 1953/54 | Vitesse | Nederland | Eerste klasse B              | 7          | 0          | –     | 0     | 0              | 0              | 0      | 0      | 7      | 0      |
| 1954/55 | Vitesse | Nederland | Eerste klasse A (afgebroken) | 9          | 0          | –     | –     | 0              | 0              | 0      | 0      | 9      | 0      |
| 1954/55 | Vitesse | Nederland | Eerste klasse C              | 25         | 0          | –     | –     | 0              | 0              | 0      | 0      | 25     | 0      |
| 1955/56 | Vitesse | Nederland | Hoofdklasse A                | 33         | 0          | –     | –     | 0              | 0              | 0      | 0      | 33     | 0      |
| 1956/57 | Vitesse | Nederland | Eerste divisie B             | 29         | 0          | 2     | 0     | 0              | 0              | 0      | 0      | 31     | 0      |
| 1957/58 | Vitesse | Nederland | Eerste divisie A             | 27         | 1          | 4     | 0     | 0              | 0              | 0      | 0      | 31     | 1      |
| 1958/59 | Vitesse | Nederland | Eerste divisie B             | 28         | 0          | 0     | 0     | 0              | 0              | 0      | 0      | 28     | 0      |
| 1959/60 | Vitesse | Nederland | Eerste divisie A             | 30         | 1          | –     | 0     | 0              | 0              | 5      | 0      | 35     | 1      |
| 1960/61 | Vitesse | Nederland | Eerste divisie A             | 31         | 0          | 2     | 0     | 0              | 0              | 0      | 0      | 33     | 0      |
| 1961/62 | Vitesse | Nederland | Eerste divisie A             | 21         | 1          | 0     | 0     | 0              | 0              | 0      | 0      | 21     | 1      |
| 1962/63 | Vitesse | Nederland | Tweede divisie A             | 29         | 0          | 2     | 0     | 0              | 0              | 0      | 0      | 31     | 0      |
| 1963/64 | HVC     | Nederland | Tweede divisie A             | 15         | 0          | 1     | 0     | 0              | 0              | 0      | 0      | 16     | 0      |
| Totaal  | Totaal  | Totaal    | Totaal                       | 286        | 3          | 11    | 0     | 0              | 0              | 5      | 0      | 302    | 3      |

## Privé
Beekman huwde in mei 1960 met topatlete Hannie Bloemhof. Hij werkte bij AKU dat later opging in AkzoNobel. Na zijn voetballoopbaan vertrok hij voor een periode van tien jaar naar Zuid-Afrika. Bij terugkomst vestigde hij zich in Kesteren en zette daar een import- en exportbedrijf op.
Beekman overleed in 2006 op 70-jarige leeftijd en werd begraven op de Algemene Begraafplaats Zuid in Oosterbeek.